# Mi-1直升機
Mi-1直升機（北約代號:野兔）是蘇聯米爾設計局首種研發的直升機，也是蘇聯第一種直升機，從Mi-1開始了蘇聯國產直升機的先河。
Mi-1直升機最初在1951年於圖西諾機場作公開展示，Mi-1由蘇聯生產了1000架後就改由波蘭授權生產1700架並改稱為「SM-1」，之後波蘭又推出了其改良型SM-2。

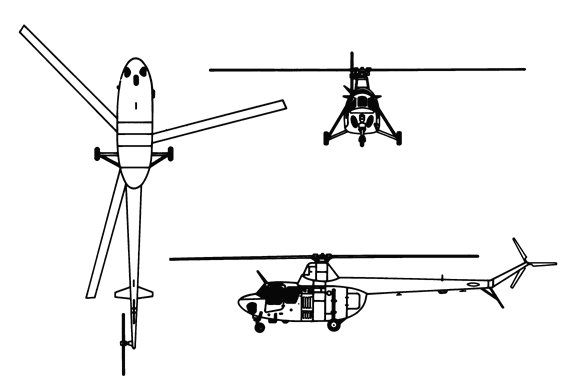
Mi-1直升機三視圖

## 簡介

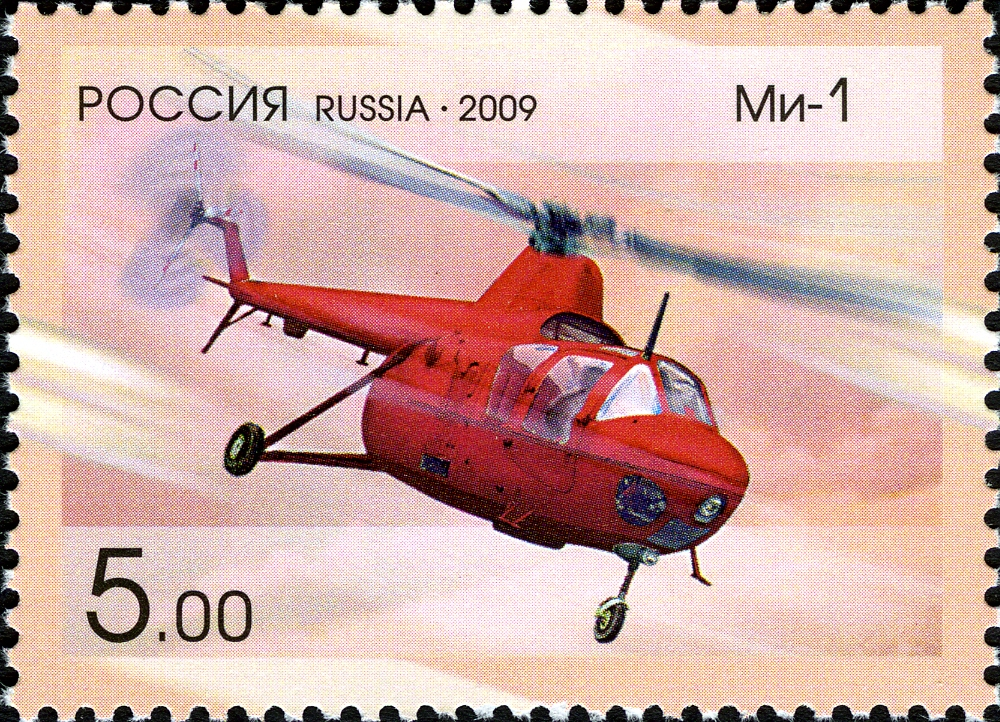
Mi-1是典型的尾螺旋槳直升機

Mi-1直升機為典型的尾螺旋槳設計，也就是由發動機分出一部份動力去推動一個在長尾的螺旋槳去抵消發動機的反向扭力，其發動機是一個二戰時常用的14汽缸風冷式星型發動機去轉動一個三葉木製螺旋槳，機身為鋁合金製，Mi-1為多用途直升機，其中為了配合拯救任務，在其機身兩側可各增加一個擔架吊艙。

## 基本資料
- 乘員:1名駕駛員+2名乘客
- 長度:12.09米
- 旋翼直徑:14.35米
- 高度:3.3米
- 空重:1700公斤
- 最大起飛重量:2330公斤
- 最大速度:185公里/小時
- 最大升限:3500米
- 最大航程:430公里

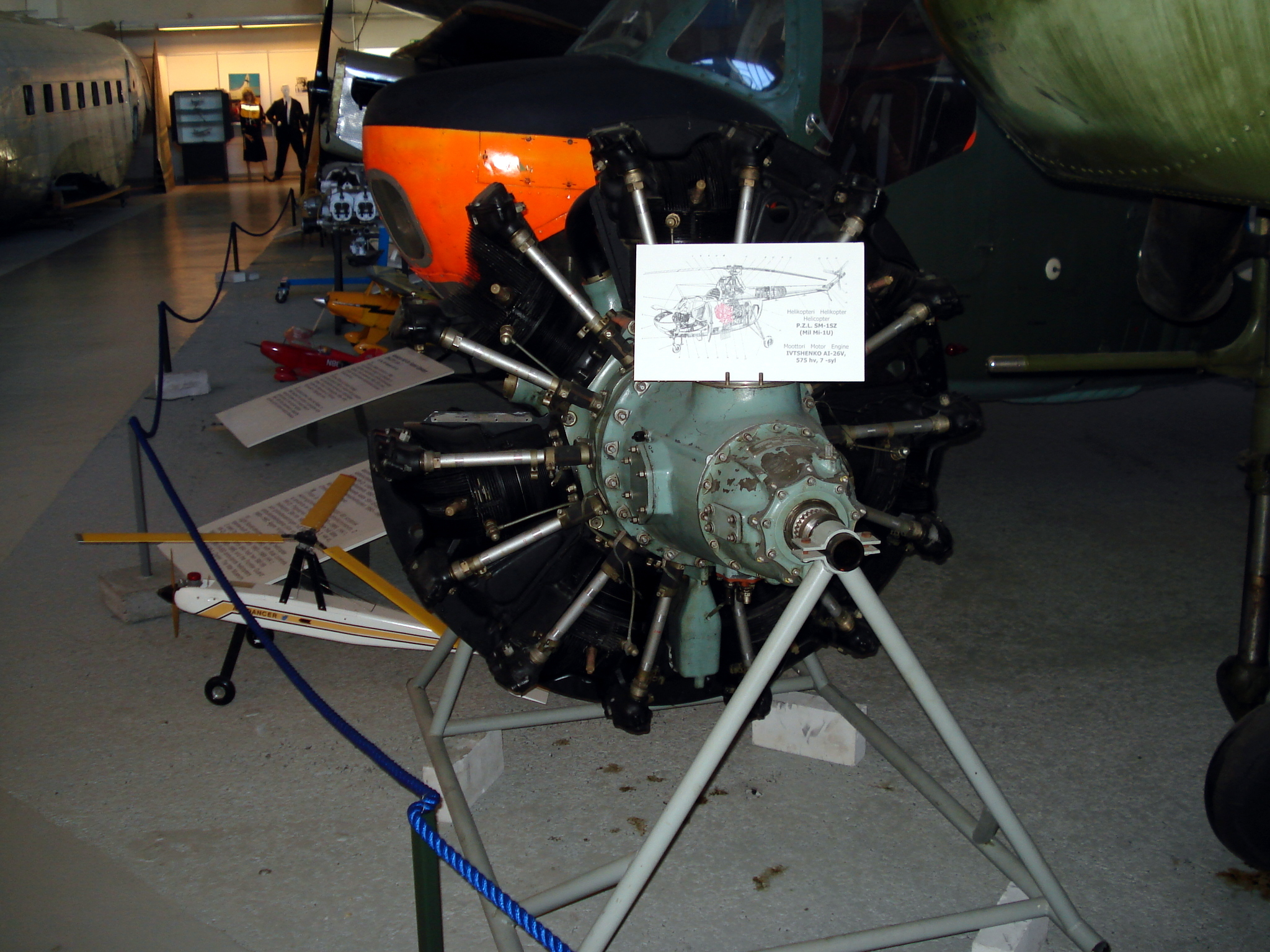
Mi-1直升機用Ivchenko AI-26風冷式星型發動機

- 發動機:一部Ivchenko AI-26風冷式星型發動機
- 功率:每部575匹馬力（429kW）
- 武裝:無

## 型號
- GM-1
- Mi-1
- Mi-1T
- Mi-1KR (TKR)
- Mi-1NKh
- Mi-1A
- Mi-1AKR
- Mi-1U/TU/AU/MU
- Mi-1M
- Mi-1M Moskvich
- Mi-1MNKh
- Mi-1MG
- Mi-1MRK
- SM-1:波蘭生產型
- SM-2

## 使用國家

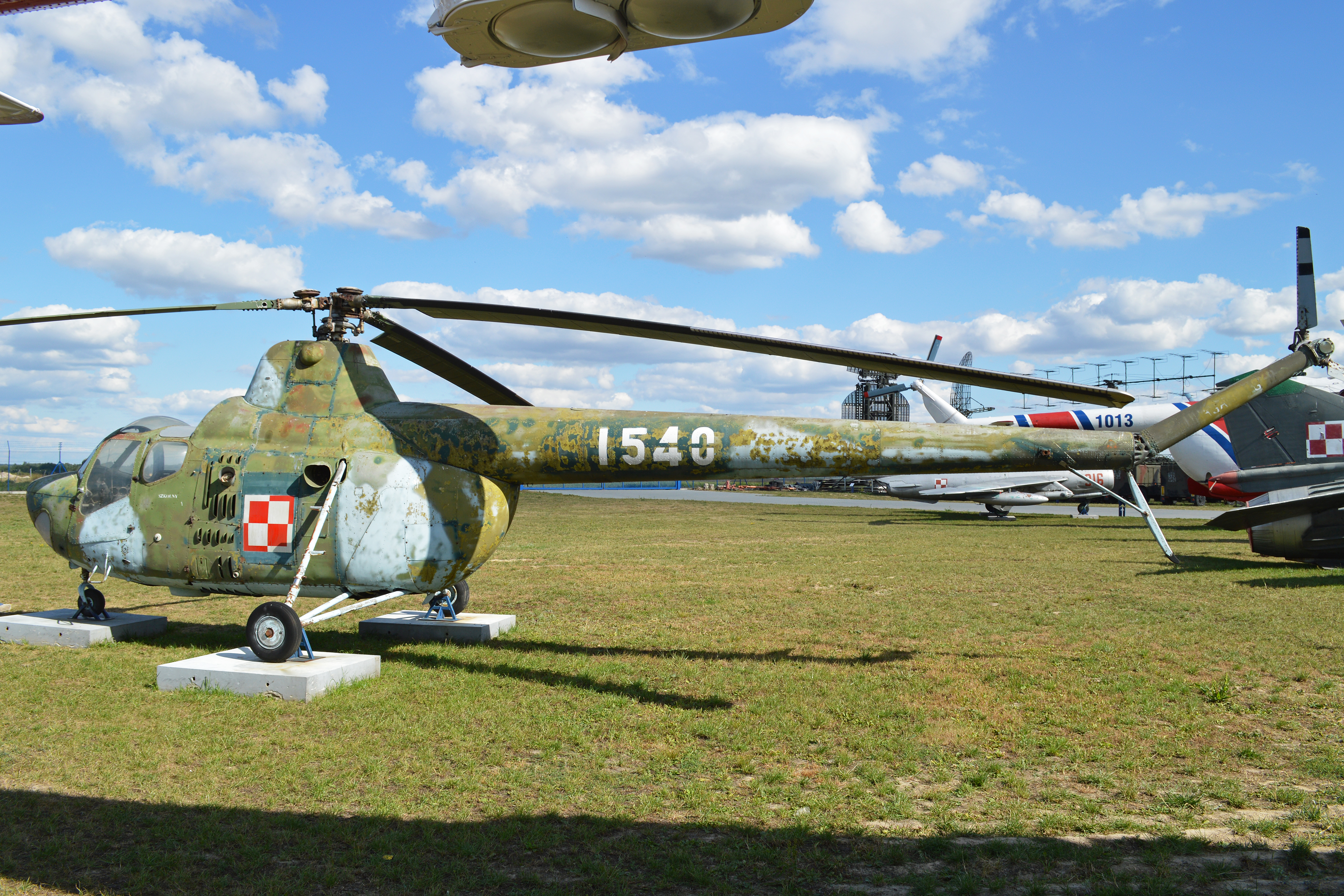
由波蘭受權生產的SM-1直升機

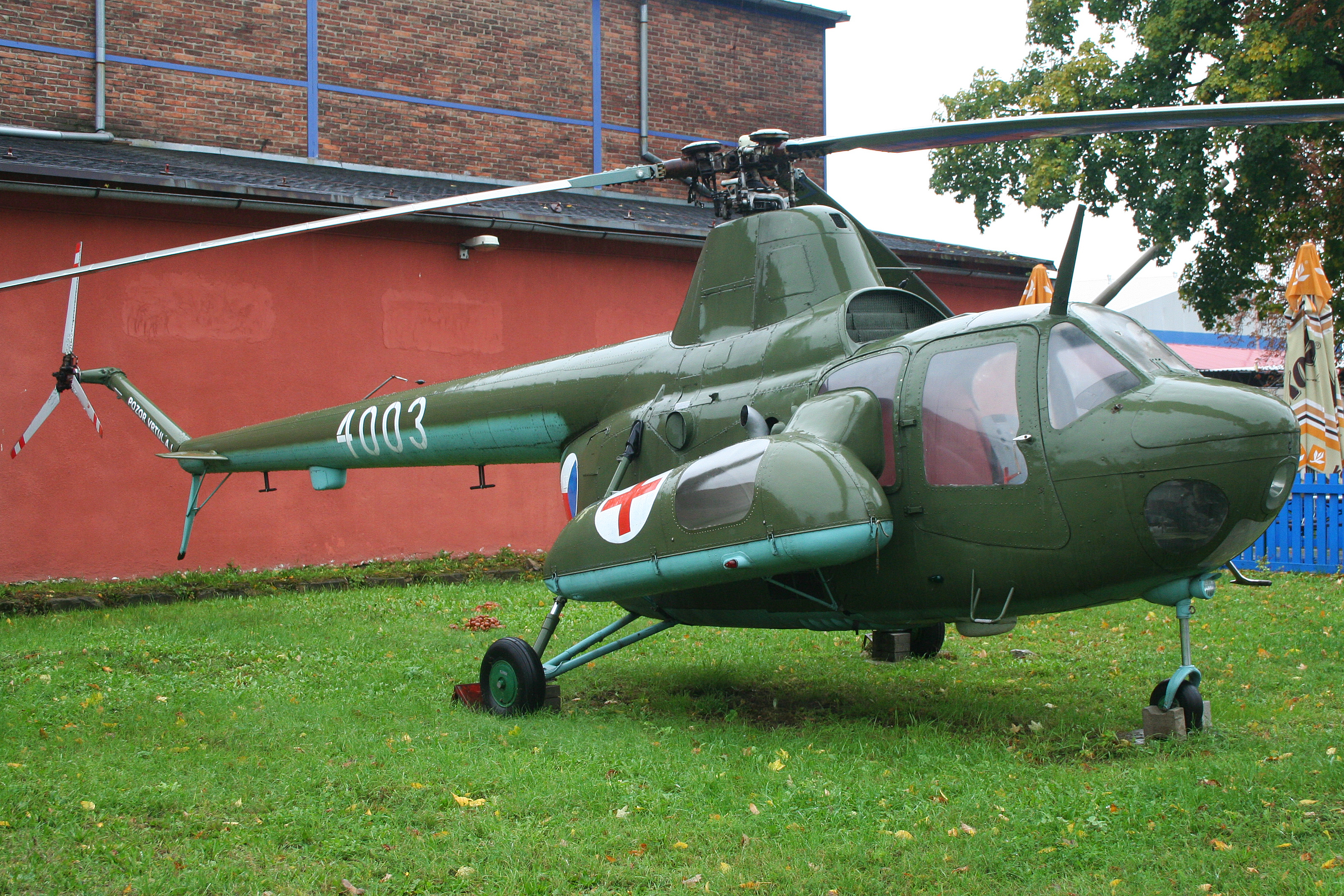
捷克空軍的Mi-1直升機，此架Mi-1在機身旁邊有一個擔架吊艙

- 苏联（研發及生產國）
- 波蘭（生產國）
- 阿富汗
- 阿尔巴尼亚
- 阿尔及利亚
- 保加利亚
- 中国
- 古巴
- 捷克斯洛伐克
- 东德
- 埃及
- 芬兰
- 匈牙利
- 印度尼西亞
- 伊拉克
- 蒙古国
- 羅馬尼亞
- 叙利亚
- 阿拉伯聯合共和國
- 越南
- 葉門